# Parc provincial de la Rivière-Caribou
Le parc provincial de la Rivière-Caribou (anglais : Caribou River Provincial Park) est un parc provincial située au nord du Manitoba (Canada). Il est le parc le plus septentrional de la province et la limite nord est contiguë avec le Nunavut. Le parc a pour mission de protéger l'aire d'hivernage de la harde de caribou de Qamanirjuaq. Il a une superficie de 7 640 km2 et il a été créé en 1995. Il est administré par la Direction des parcs et des espaces protégés du ministère de la Conservation et de la Gestion des ressources hydriques.